# Nació (documental)
Nació (títol original, Nación) és una pel·lícula gallega del 2020 dirigida per Margarita Ledo Andión i rodada en llengua gallega. Es va estrenar al Festival de Cinema Europeu de Sevilla el 9 de novembre de 2020. S'ha subtitulat al català.

## Sinopsi

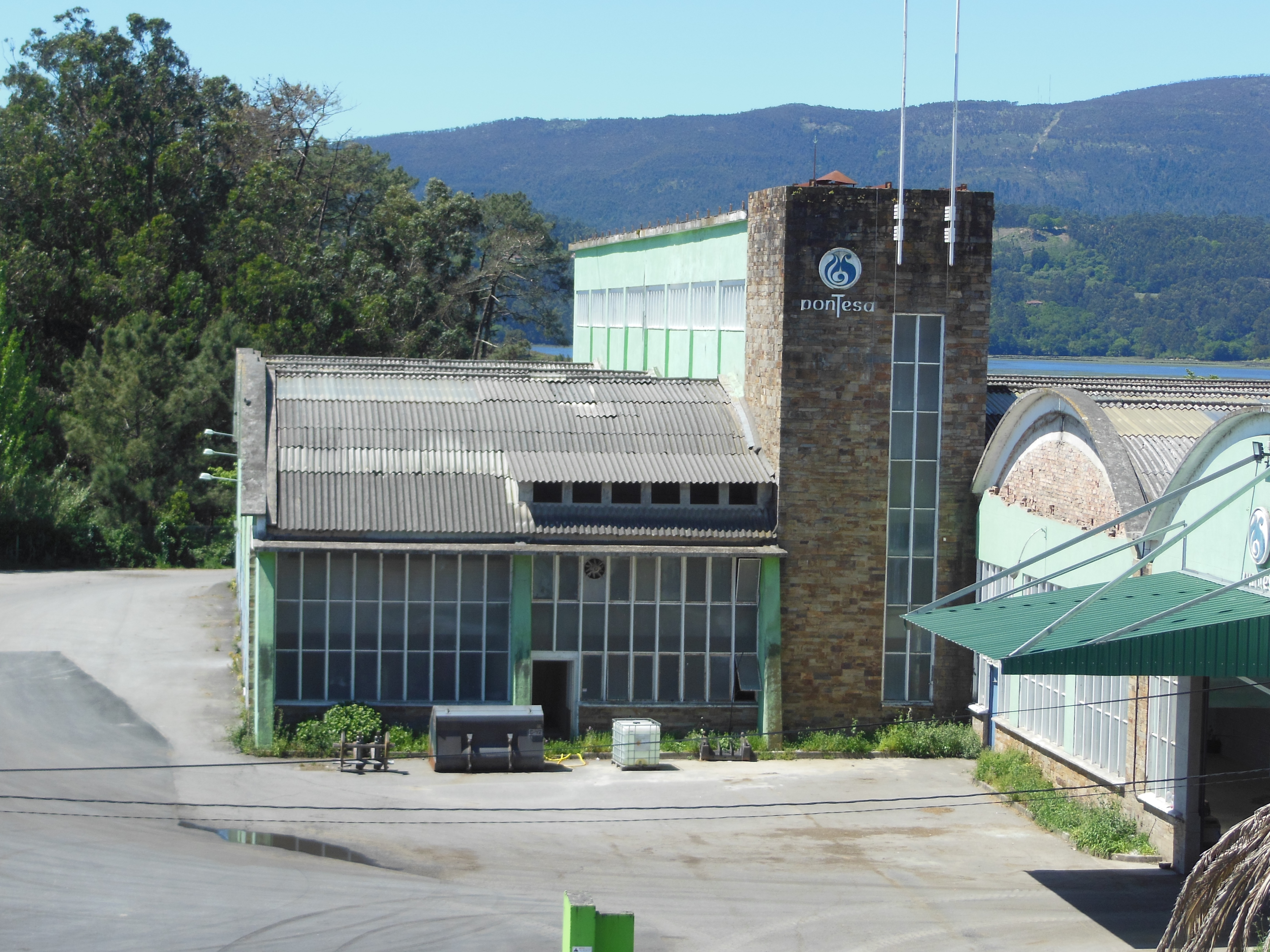
Fàbrica de Pontesa.

Narra la lluita de les treballadorss de la ceràmica Pontesa (que va tancar l'any 2001 a Ponte Sampaio), que barreja arxius documentals amb testimonis d'aquestes dones i escenes de ficció.

## Premis i reconeixements
La pel·lícula va guanyar el Premi Especial a la millor direcció d'una pel·lícula espanyola al Festival de Cinema Europeu de Sevilla de 2020. També va obtenir la distinció d'especialment recomanada per a la promoció de la igualtat de gènere que atorga l'Institut de la Cinematografia i de les Arts Audiovisuals a les pel·lícules que es distribueixen comercialment a les sales de cinema.